# Dolmen von Dirau
Die Dolmen von Dirau (der Dolmen de Dirau, der Dolmen des Sanguinades und der Dolmen des Vayssières) sind drei megalithische Grabanlagen zwischen Saillac und Varaire im Département Lot in Frankreich. Dolmen ist in Frankreich der Oberbegriff für neolithische Megalithanlagen aller Art (siehe: Französische Nomenklatur).
Es handelt sich um rechteckige Anlagen des Typs „Dolmen simple“, bei dem die Kammer üblicherweise durch seitliche Orthostaten, eine Endplatte und die Deckenplatte begrenzt wird. Sie liegen direkt auf dem Felsuntergrund, wobei die Orthostaten in Risse eingesetzt wurden, die je nach Erfordernis erweitert oder aufgefüllt wurden.
Von den drei Dolmen von Dirau ist der östlichste (der Dolmen des Sanguinades) seit 1959 als Monument historique registriert, ebenso der südwestlich gelegene Dolmen von Crouzeilles.

## Lage
Die drei Dolmen liegen beiderseits der Gemeindegrenze von Saillac und Varaire, südlich bzw. südwestlich des zu Varaire gehörenden Dorfs Dirau. Dolmen 1 (der Dolmen de Dirau) liegt auf dem Gebiet von Varaire in einem Waldstück. 650 m ostsüdöstlich liegt der Dolmen 2 (der Dolmen des Sanguinades) auf dem Gebiet von Saillac. Ein dritter Dolmen (der Dolmen des Vayssières) liegt zwischen diesen beiden Anlagen, 450 m südöstlich von Dolmen 1 und 210 m westnordwestlich von Dolmen 2 auf dem Gebiet von Saillac in einem Waldstück. Es ist nicht ganz klar, ob der Dolmen des Vayssières mit einem von Jean Clottes genannten dritten Dolmen von Dirau identisch ist. Clottes nennt einen zerstörten Dolmen, den er aber östlich des Dolmen des Sanguinades auf dem Gebiet von Varaire verortet. Entweder liegt hier eine Verwechslung des Orts vor oder der Dolmen des Vayssières war Clottes unbekannt und die Beschreibung bezieht sich auf einen vierten, heute nicht mehr erhaltenen Dolmen.
In der näheren Umgebung gibt es mehrere weitere Dolmen. Etwa 900 m südsüdwestlich von Dolmen 1 befindet sich der Dolmen von Crouzeilles (auch Dolmen de la Rouquette genannt) und 1,6 km nördlich der Dolmen du Mas de Coti. 1,7 km südöstlich von Dolmen 2 befindet sich zudem direkt in Saillac ein Menhir.

## Beschreibung

### Dolmen 1
Der Dolmen besitzt eine Kammer von 1,20 m Breite mit je eine Wandplatte an den Seiten. Die rechte ist in zwei Teile zerbrochen. Sie ist 2,90 m lang und 0,20 m dick. Die linke ist 3,85 m lang, 1,05 m hoch und 0,20 m dick. Die Rückseite der Kammer besteht aus Trockenmauerwerk, die Vorderseite ist offen. Der Zugang weist in Richtung Ostsüdost. Die nach rechts verrutschte und nur noch halb aufliegende Deckplatte hat eine Länge von 4,00 m, eine Breite von 3,00 m und eine Dicke von 0,60 m. Links neben dem Zugang liegt ein Bruchstück einer Platte.

### Dolmen 2
Die Kammer des Dolmens hat eine Breite von 1 m. Sie besitzt an den Seiten je eine Wandplatte. Die rechte ist 2,15 m lang, 1,20 m hoch und 0,25 m dick. Die linke ist 1,40 m lang, 1,30 m hoch und 0,40 m dick. Die Rückseite der Kammer besteht aus Trockenmauerwerk, die Vorderseite ist offen. Der Zugang weist in Richtung Ostsüdost. Die nach vorne verrutschte und nur noch halb aufliegende Deckplatte hat eine Länge von 2,90 m, eine Breite von 2,70 m und eine Dicke von 0,35 m. Von einer Hügelschüttung sind keine Reste mehr erhalten.

### Dolmen 3
Clottes konnte bei seiner Aufnahme nur zwei aufeinander liegende Platten erkennen, von denen er die obere als Deckplatte ansah. Sie hat eine Länge von 4,40 m, eine Breite von 2,40 m und eine Dicke von 0,45 m. Die untere Platte hat eine Länge von 2,30 m, eine Breite von 1,30 m und eine Dicke von 0,20 m.
Diese Beschreibung weicht deutlich vom heutigen Zustand des Dolmen des Vayssières ab. Auf aktuellen Fotos ist klar eine Kammer mit Wandplatten und einer aufliegenden Deckplatte sowie eine neben der Kammer liegende weitere große Platte zu erkennen.